# George Mundelein
George William Mundelein (ur. 2 lipca 1872 w Nowym Jorku, zm. 2 października 1939 w Mundelein) – amerykański duchowny katolicki, arcybiskup Chicago (1915–1939) i kardynał.

## Życiorys
Jego rodzina miała pochodzenie niemieckie. Na kapłana wyświęcony w 1895 w Rzymie przez biskupa Brooklinu Charlesa Edwarda McDonnella. Pracował duszpastersko w Brooklinie i w latach 1897–1909 był kanclerzem kurii. 30 czerwca 1909 mianowany biskupem pomocniczym rodzinnej diecezji. Sakry udzielił bp McDonnell. W 1915 awansował na stanowisko arcybiskupa Chicago, a kapelusz kardynalski z tytułem prezbitera Santa Maria del Popolo odebrał w 1924 z rąk Piusa XI. Brał udział w konklawe 1939, które wybrało na papieża Piusa XII. Wybudował seminarium duchowne w obrębie miasteczka, które nosi nazwę od jego nazwiska. Tam też zmarł we śnie w 1939 i pochowany został w Chicago.